# Université de Notre-Dame du Kasai
L’université de Notre-Dame du Kasayi (U.KA.) est une université publique de  la république démocratique du Congo, située dans la province du Kasaï central, ville de Kananga, à proximité du sanctuaire Notre-Dame du Kasaï. Sa langue d'enseignement est le français.
Son site web : www.uka.ac.cd
L'origine lointaine de cette université remonte aux courageux efforts de scolarisation entrepris par les missionnaires et les colonisateurs. En 1989, du 13 au 16 mars dans une réunion de la conférence épiscopale au Lac Munkamba, les évêques du Kasaï, ont dit reconnaître le bien- fondé d'une institution universitaire. L'Université du Kasaï fut fondée par un décret des évêques de la CEPKA du 27 juillet 1996. Le 15 octobre 1997 eut lieu l'ouverture simultanée de deux campus, à Kananga et Kabinda. Le 24 décembre 1998, l'université obtenait du ministère de l'éducation nationale de la RDC une autorisation de fonctionnement, valable pour 4 ans.

## Histoire
Cette université devient autonome en 2010, suite à l’arrêté ministériel No 157/MINESU/CABMIN/EBK/PK/2010 du 27 septembre 2010, portant autonomisation de quelques extensions des établissements de l’enseignement supérieur et universitaire.
Le programme des cours de l'université Notre-Dame du Kasaï est publié en 2016.

## Facultés
- Faculté de Médecine
- Faculté d'Informatique
- Faculté de Droit
- Faculté d’économie et d'administration des affaires
- Faculté d'Architecture et construction
- Faculté des Sciences de Communication et de Culture
- Faculté de Polytechnique (dès 2022-2023)